# Царев До (Фојница)
Царев До је насељено место у Босни и Херцеговини у општини Фојница. Административно припада Федерацији Босне и Херцеговине, односно њеном Средњобосанском кантону. Према попису становништва из 2013. у насељу је било 5 становника, а већинску популацију у насељу чинили су Хрвати.

## Становништво
По последњем службеном попису становништва из 2013. године у насељу је живело 5 становника, а село је било етнички хомогено са већинском хрватском  популацијом.
| Националност | 2013. | 1991.       | 1981.       | 1971.       |
| Хрвати       | —     | 11 (100,0%) | 28 (100,0%) | 42 (100,0%) |
| Укупно       | 5     | 11          | 28          | 42          |